# 猫にジェラシー
『猫にジェラシー』（ねこにジェラシー／Jealous of Cats）は、シンガーソングライター・あいみょんの5作目のフルアルバム。ワーナーミュージック・ジャパン内のレーベル「unBORDE」から2024年9月11日にリリースされた。

## 概要
前作『瞳へ落ちるよレコード』から、約2年ぶりのアルバム。
既発曲5曲と、新曲8曲の全13曲を収録。うち、タイアップがついている曲は6曲。
本作は、初回限定盤（CD＋2DVD、CD+2Blu-ray）と、通常盤（CDのみ）の３形態でリリースされた。初回限定盤には、2023年に行ったホールツアー『AIMYON TOUR 2023 “マジカル・バスルーム” IN TOKYO GARDEN THEATER』の本編とメイキング映像を収録されたDVD・Blu-rayが付属する。

## 収録内容

### CD
- 全作詞・作曲：あいみょん

1. 私に見せてよ
2. 会いに行くのに
  - 16th シングル表題曲
  - カンテレ・フジテレビ系 月10ドラマ『アンメット -ある脳外科医の日記-』主題歌
3. ラッキーカラー
  - 『カルピス』新テーマソング
  - 本作発売前の7月5日に先行配信され、7月16日にミュージック・ビデオが公開された
4. 駅前喫茶ポプラ
5. あのね
  - 15th シングル表題曲
  - 映画『窓ぎわのトットちゃん』主題歌
6. ノット・オーケー
  - 配信シングルとして2023年10月3日にリリースされた楽曲[12]。
  - 2023年10月3日、全国ツアー追加公演「AIMYON TOUR 2023 -マジカル・バスルーム- Additional Show」の初日、フェスティバルホール公演にて楽曲を初披露し、その後、サプライズリリースした[13][14]。
  - 2023年10月11日、Pennacky（ペンナッキー）が監督を務めたミュージックビデオがYouTubeにて公開された[15]。ディレクションとジャケットアートワークはとんだ林蘭が担当した[13]。メイキングムービーが同年10月20日より一週間限定で公開された[16]。
  - 2023年11月3日、「AIMYON TOUR 2023 -マジカル・バスルーム- Additional Show」で披露されたライブ映像が公開された[17]。
7. リズム64
  - 配信シングルとして2024年2月2日にリリースされた[18]。資生堂『BEAUTY WELLNESS』オフィシャルソングとして書き下ろされた楽曲[19]。過去に既存の楽曲がCMに使用された事はあるが、CMの為に曲を書き下ろすのは自身初となる[18]。
  - 同年1月29日、一部視聴できる映像として制作された本作のショートムービーがYouTubeにて公開された。ディレクションとジャケットアートワークはとんだ林蘭が担当した[18]。
8. 炎曜日[注 2]
9. 偽者
10. 朝が嫌い
11. ざらめ
  - 読売テレビ・日本テレビ系 日曜ドラマ『降り積もれ孤独な死よ』主題歌
  - 本作発売前の7月28日に先行配信され、同日にミュージック・ビデオが公開された
12. 愛の花
  - NHK 2023 前期 連続テレビ小説『らんまん』主題歌
13. 猫にジェラシー
  - 本作発売日の9月11日に、ミュージック・ビデオが公開された。

### DVD/Blu-ray

#### AIMYON TOUR 2023 “マジカル・バスルーム” IN TOKYO GARDEN THEATER

##### Disc 1
1. ふたりの世界
  - 1st アルバム『青春のエキサイトメント』収録曲
  - ウェブマンガサービス『XOY』CMソング
2. 初恋が泣いている
  - 13th シングル表題曲
  - カンテレ・フジテレビ系 月10ドラマ『恋なんて、本気でやってどうするの?』主題歌
3. 3636
  - 4th アルバム『瞳へ落ちるよレコード』収録曲
4. ら、のはなし
  - 2nd アルバム『瞬間的シックスセンス』収録曲
  - オリジナル長編アニメーション『あした世界が終わるとしても』挿入歌
5. シガレット
  - 3rd アルバム『おいしいパスタがあると聞いて』収録曲
6. ハート
  - 12th シングル表題曲
  - TBS系 火曜ドラマ『婚姻届に判を捺しただけですが』主題歌
7. 空の青さを知る人よ
  - 9th シングル表題曲
  - オリジナル長編アニメーション『空の青さを知る人よ』主題歌
  - フジテレビ系『とくダネ!』10月度お天気ソング
8. 皐月
  - 13th シングル『初恋が泣いている』収録曲
9. ハルノヒ
  - 7th シングル表題曲
  - テレビアニメ『クレヨンしんちゃん』エンディングテーマ
  - 映画『クレヨンしんちゃん 新婚旅行ハリケーン 〜失われたひろし〜』主題歌
10. インタビュー
  - 4th アルバム『瞳へ落ちるよレコード』収録曲
11. 二人だけの国
  - 2nd アルバム『瞬間的シックスセンス』収録曲
12. 裸の心
  - 10th シングル表題曲
  - TBS系火曜ドラマ『私の家政夫ナギサさん』主題歌
13. 風のささやき
  - 1st アルバム『青春のエキサイトメント』収録曲
14. 恋をしたから
  - 2nd アルバム『瞬間的シックスセンス』収録曲
15. 強くなっちゃったんだ、ブルー
  - 4th アルバム『瞳へ落ちるよレコード』収録曲
16. ペルソナの記憶
  - 4th アルバム『瞳へ落ちるよレコード』収録曲
17. 神秘の領域へ
  - 4th アルバム『瞳へ落ちるよレコード』収録曲
18. マシマロ
  - 3rd アルバム『おいしいパスタがあると聞いて』収録曲
19. 夢追いベンガル
  - 2nd アルバム『瞬間的シックスセンス』収録曲
20. マリーゴールド
  - 5th シングル表題曲
21. 愛の花
  - 14th シングル表題曲
  - NHK連続テレビ小説『らんまん』主題歌
22. 君はロックを聴かない
  - 3rd シングル表題曲
23. GOOD NIGHT BABY
  - 2nd アルバム『瞬間的シックスセンス』収録曲
24. 姿
  - 4th アルバム『瞳へ落ちるよレコード』収録曲

##### Disc 2
- off shot movie “番台さんの裏側”